# عذرا وکیلی
عذرا وکیلی (متولد ۱ خرداد ۱۳۲۸ در تهران) گوینده رادیو و تهیه‌کننده ایرانی است. سلام کوچولو از معروف‌ترین برنامه‌هایی است که وکیلی اجرای آن را بر عهده داشت.
او کار خود را از سال ۱۳۴۵ در رادیو با اجرای برنامه نوجوانان شروع کرد و توانست در سال ۱۳۴۸ به برنامه قصه‌های شب بپیوندد.